# Prikoly na peremenke
Prikoly na peremenke (in russo Приколы на переменке?, letteralmente "Divertimento durante la pausa") è una serie televisiva russa, adattamento dell'italiana Quelli dell'intervallo.